# Vefa SK
Vefa SK – turecki klub sportowy z siedzibą w dzielnicy Stambułu o tej samej nazwie. Najbardziej znaną sekcją klubu jest sekcja piłkarska. 

## Historia
Vefa Spor Kulübü został założony w 1908 roku przez uczniów szkoły Vefa Idadisi jako Vefa Idman Yurdu. Po utworzeniu Republiki Tureckiej klub zmienił nazwę na Vefa Spor Kulübü. Do 1959 Vefa występowała w miejscowych rozgrywkach Istanbul Lig, dwukrotnie w 1925 i 1947 roku zajmując w nich drugie miejsce. 
W 1959 roku Vefaspor był wśród założycieli Militi Lig i występował w niej przez czternaście lat (1959-1963, 1965-1974). W latach 1963–1965 i 1974–1987 klub występował w drugiej lidze. W 1987 klub spadł do trzeciej ligi. 
Od 2000 roku Vefaspor występuje İstanbul Amatör Süper Lig (VI liga).

## Sukcesy
- wicemistrzostwo Istanbul Lig (2): 1925, 1947.

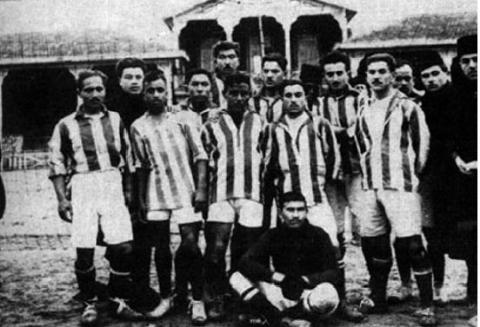
Drużyna Vefa SK w 1919

## Sezony
- 14 sezonów w Süper Lig: 1959-1963, 1965-1974.
- 15 sezonów w 1. Lig: 1963-1965, 1974-1987.
- 9 sezonów w 2. Lig: 1987-1994, 1998-2000.
- 15 sezonów w Amatör Lig: 1994-1998, 2000- .

## Trenerzy
- Bülent Eken (1966-1967)
- Basri Dirimlili (1966-1967)
- Turgay Şeren (1969-1970)

## Znani piłkarze w klubie
| - Saffet Sancaklı - Necmi Onarıcı - Nedim Günar - İsmet Yamanoğlu - Candemir Berkman - İsfendiyar Açıksöz | - Hüseyin Saygun - Hilmi Kiremitçi - Arkoç Özcan - Ahmet Berman - Suat Mamat - Şükrü Ersoy |

## Sezony wSüper Lig
| Sezon   | Uzyskane Miejsce         |
| ------- | ------------------------ |
| 1959    | 2 w gr. czerwonej        |
| 1959-60 | 11                       |
| 1960-61 | 16                       |
| 1961-62 | 18                       |
| 1962-63 | 10 w gr. białej (spadek) |
| 1965-66 | 11                       |
| 1966-67 | 13                       |
| 1967-68 | 12                       |
| 1968-69 | 13                       |
| 1969-70 | 13                       |
| 1970-71 | 14                       |
| 1971-72 | 10                       |
| 1972-73 | 14                       |
| 1973-74 | 16 (spadek)              |